# Marjorie Wallace
Marjorie Wallace (Indianápolis, 23 de enero de 1954) es una actriz, presentadora de televisión, modelo y reina de belleza estadounidense. En 1973, hizo historia al ser la primera mujer estadounidense en ser coronada Miss Mundo, pero tan solo 104 días después, los organizadores del concurso anunciaron que sería la primera Miss Mundo a la que le revocarían el título por tener una relación sentimental. Años después, copresentó el programa de televisión Entertainment Tonight como copresentadora original.